# عقلية القلعة

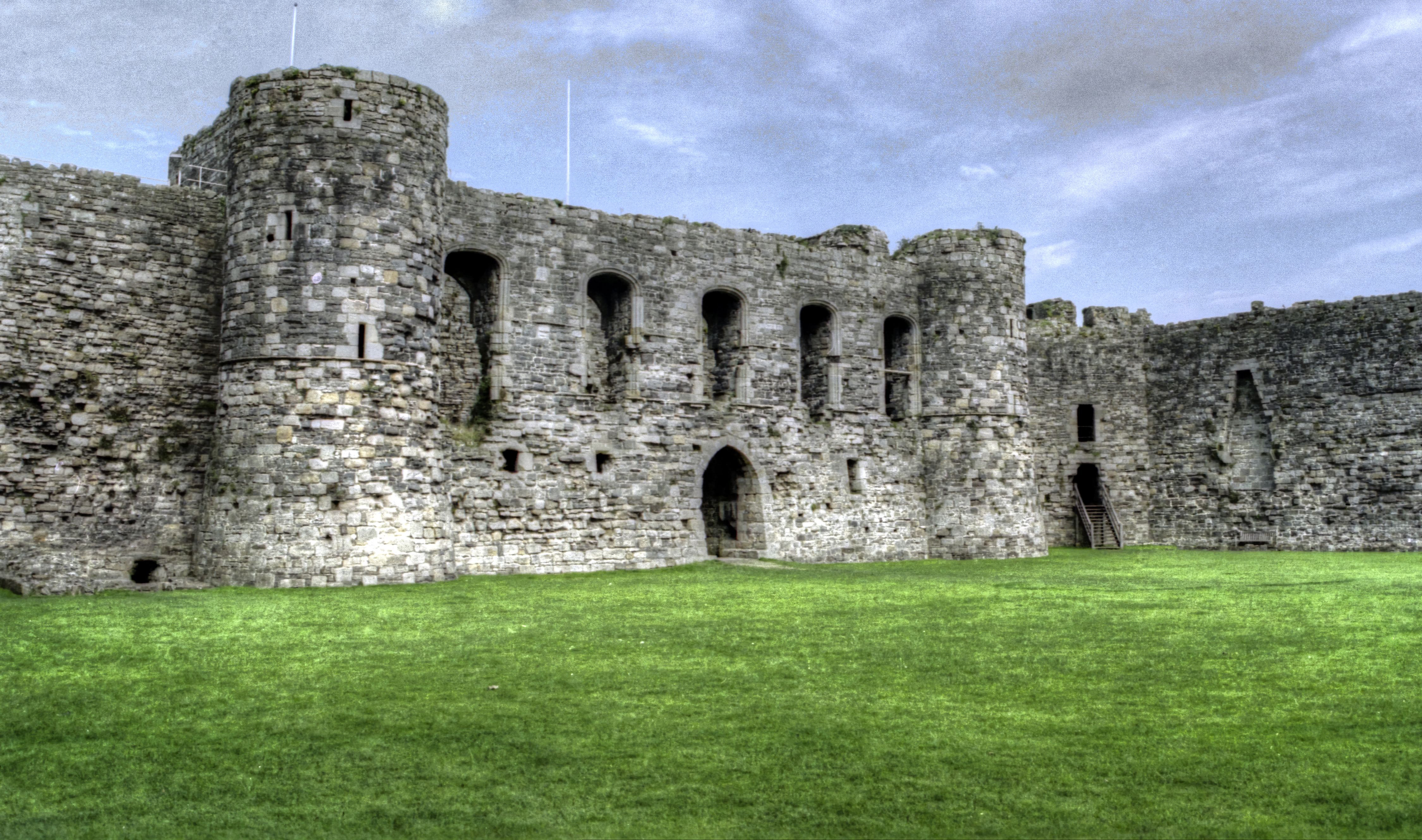
عقلية القلعة- صورة قلعة بوماريس

عقلية القلعة (بالإنجليزية Castle Mentality) هو مصطلح وتعبير مجازي يُقصد به تشبيه العقل بالقلعة ذات الجدران العالية والبوابات الحديدية التي تمنع دخول الأشخاص غير أصحابها، كناية على أن ذلك العقل يمنع دخول الأفكار الجديدة ولا يسمح بالنقاشات والمفاوضات والعصف الذهني، ويعتبر أن كل فكرة أو طرح أو مشروع خارجي غير مقبول، عقلية القلعة هي عقلية منعزلة تهتم بنفسها ومصالحها فقط، تفضل التقاليد على المبدأ وتكره التجديد الذي لا ينطلق منها ومن بناة أفكارها وتاريخها، تركز عقلية القلعة على نصوصها وحماية تقاليدها من أية تأثيرات قد تعطل هيكل قوتها أو تزحزحها عن خطتها الوحيدة التي تنفذها.
استخدم الملك عبدالله الثاني بن الحسين ملك الأردن مصطلح «عقلية القلعة» لوصف العقلية الإسرائيلية في مقابلة له مع صحيفة اللوموند الفرنسية نشرت بتاريخ 4 سبتمبر 2007 وقال «إن على اسرائيل أن تدرك أنه ليس بإمكانها أن تبقى أسيرة عقلية القلعة المحصنة. وأن عليها أن تقرر اليوم بشأن العيش للأبد كما تعيش الآن أو الاندماج في المنطقة».

## هامش
1. ↑  جلال يونس الخوالدة (2008). دراسة فنون المعلومات (ط. الطبعة الأولى). الناشر: مشروع نورسين الثقافي.
2. ↑  "الملك ل اللوموند: اسرائيل لا تستطيع البقاء أسيرة لعقلية القلعة المحصنه". رئاسة وزراء الأردن. 4 سبتمبر 2007. مؤرشف من الأصل في 2021-11-09.